# Brian O'Conner
Brian O'Conner è un personaggio della serie cinematografica Fast and Furious, della quale è il protagonista. È il protagonista nel primo e nel secondo capitolo, non appare nel terzo, ma dal quarto condividerà il ruolo da protagonista con Dominic Toretto fino al settimo capitolo. A seguito della prematura scomparsa del suo interprete Paul Walker, il suo personaggio è uscito di scena dalla serie.

## Biografia

### Fast and Furious
Brian Earl Spilner (nome sotto copertura) agente dell'FBI ed ex agente della LAPD, viene infiltrato in una banda che opera nel settore delle gare clandestine e sospettata di essere coinvolta in numerosi furti ad autotreni ed autoarticolati. A capeggiare la banda è Dominic Toretto, apparentemente proprietario di un modesto bar e di un'officina, in realtà un pilota clandestino di grande fama e capacità. L'agente fa presto a conquistare la fiducia di Toretto e le grazie dell'affascinante sorella, Mia, ma in breve è Brian ad essere conquistato dai due: il primo diventa per lui un amico verso cui nutre sempre più rispetto, mentre con la seconda l'iniziale attrazione sfocia in amore sincero, che lo costringono a mettere in questione la propria lealtà. Al termine del film, Brian è costretto a rivelare la sua vera identità per salvare un amico di Dominic e ha la possibilità di consegnare quest'ultimo alla giustizia ma, alla fine, lo lascia fuggire in segno di rispetto e amicizia. Questo gesto gli costerà il posto nell'FBI e lo segnerà come ricercato.

### 2 Fast 2 Furious
Dopo essere stato messo nella lista dei ricercati, Brian arriva a Miami e, gareggiando, si guadagna la fama di miglior pilota di Miami. Viene però pizzicato dalla polizia di dogana al termine della corsa che apre il film e, in cambio della pulizia della propria fedina penale, accetta di lavorare per la polizia di Miami, di concerto con quella di Los Angeles, per smascherare i traffici del criminale Carter Verone. Ad affiancarlo, Brian sceglierà il suo amico d'infanzia Roman Pearce, un combattivo ed imprevedibile pilota di demolition derby col passato sporcato dalla galera. Inizialmente restio, Roman accoglie la proposta di Brian lavorando "sotto copertura" per ripulirsi dagli errori del passato.

### Fast & Furious - Solo parti originali
In questo film, Brian è tornato ad essere un agente dell'FBI, ma il suo caso lo riporterà faccia a faccia con il suo vecchio amico Dominic "Dom" Toretto e la sua ex ragazza Mia, sorella di quest'ultimo. Questi ultimi non lo hanno perdonato di avergli mentito, ad essere arrabbiato con lui più di tutti è Brian stesso, che non può fare a meno di odiarsi per averli traditi. Il nemico questa volta non è solo per la polizia ma per Dom stesso, in quanto, nelle corse che il magnate della droga Arturo Braga organizza per importare stupefacenti dal Messico, rimane uccisa Letty, la moglie di Dom. Brian torna a lavorare sotto copertura e, dopo un iniziale dualismo con Dom, che diffida di lui, entrambi uniscono le forze contro Braga. Nel corso della vicenda, in cui Brian e Mia si riavvicinano dopo cinque anni, Dom scopre con furore che Letty è morta mentre lavorava per l'amico: l'agente era riuscito a far ottenere l'amnistia per Dom a patto che la donna diventasse una spia contro Braga; quando poi Letty morì, l'accordo saltò, quindi l'agente dovette agire di persona. Non potendo fare altrimenti, Brian ottiene la promessa, dai propri capi, che se Dom avesse collaborato con la cattura di Braga l'amnistia gli sarebbe stata comunque concessa. Né Brian né Dom ci credono, ma accettano per poter occuparsi personalmente di Braga, quindi la missione procede. Come avevano previsto, una volta smascherato Braga, la polizia arresta comunque Dominic e lo condanna a 25 anni di carcere. Disgustato dall'ingiustizia di tale condanna, Brian sceglie definitivamente da chi parte stare, quindi, con l'aiuto di Mia, Rico Santos e Tego Leo (vecchi amici di Dom visibili nel cortometraggio Los Bandoleros) segue il bus federale con l'intenzione di liberare l'amico. In seguito a questa scelta, diventa un super-ricercato al pari di Dom.

### Fast & Furious 5
Brian è ricercato ma, questa volta, è uscito dalla giurisdizione dell'FBI andando in Brasile con Mia e Dom. Vince, trasferitosi a Rio anni prima (sposato e con un bambino), convince il trio a partecipare ad un colpo apparentemente facile, cioè rubare da un treno delle auto sportive e rivenderle. Il colpo va male e Brian, Mia e Dom si salvano per il rotto della cuffia. Questo mette i tre contro Hernan Reyes, il boss che controlla tutta Rio de Janeiro, polizia compresa, e inoltre li fa identificare dall'FBI, che manda il proprio migliore agente, Luke Hobbs, ad arrestarli insieme alla sua squadra. Braccati su tutti i fronti, Mia rivela di essere incinta, quindi Dom e Brian decidono di formare un'altra squadra con tutti personaggi già visti nei precedenti capitoli: Roman Pearce, Han Seoul-Oh, Gisele Yashar, Vince, Tej Parker, Leo e Santos. L'idea è quella di fare un ultimo colpo, cioè rubare tutti i depositi in contanti di Hernan Reyes, e grazie alle personali abilità dell'intera squadra, il colpo ha successo e per Brian il futuro appare finalmente radioso e sereno, assieme a Mia il loro futuro bambino, e Dom, che Brian sfida di nuovo per poter stabilire chi è il migliore.

### Fast & Furious 6
Brian si gode la vita da milionario con Mia e il suo figlio neonato, Jack Jr. Tutto sembra filare liscio finché Luke Hobbs non decide di far visita a Dom con delle foto che sembrano dimostrare che Letty sia ancora viva e vegeta a Londra. Dopo alcuni dubbi iniziali sulla sincerità dell'agente, Brian segue Dominic a Londra nella speranza di ritrovare Letty. Per farlo però, è necessario riunire la squadra, perché Letty, affetta da amnesia dopo l'incidente che sembrava averla uccisa, si è unita ad un gruppo criminale capeggiato da Owen Shaw, ex agente delle SAS inglesi. Ritrovata Letty, il gruppo si muove contro Shaw, lavorando questa volta a stretto contatto con Luke Hobbs. In cambio della cattura del criminale, tutti loro avranno l'amnistia per i reati commessi.

### Fast & Furious 7
La famiglia è tornata a vivere negli Stati Uniti. Brian, ormai padre, inizia a prendere dimestichezza con la sua vita da genitore finché non viene a conoscenza della morte di Han per mano di Deckard Shaw, il fratello di Owen Shaw, desideroso di vendetta. La squadra si riunisce un'ultima volta per vendicare l'amico, ma eliminare Deckard Shaw non sarà facile in quanto entra in gioco anche Mose Jakande, un criminale che vuole entrare in possesso dell'Occhio di Dio. Durante quest'ultima missione, sua moglie Mia gli comunica di essere nuovamente incinta (questa volta di una bimba) e lui promette che tornerà da lei e vivranno una vita normale. Completata la missione, la famiglia decide che Brian e Mia devono lasciarsi la vita "a un quarto di miglio alla volta" alle spalle, perché ormai, genitori di due bambini, hanno troppo da perdere. Brian e Dom si sfidano in un'ultima corsa, durante la quale la voce fuori campo del secondo ricorda come, loro due, siano sempre stati fratelli perché sono sempre vissuti, in un modo o nell'altro, allo stesso modo, e anche se ora non potrà più essere così, il loro rapporto resterà immutato. Le auto, perfettamente allineate, prendono quindi due differenti strade, con Toretto che dice a Brian: "Tu sarai sempre con me, e sarai sempre mio fratello!" (omaggio allo scomparso Paul Walker, interprete del personaggio di Brian e amico fraterno nella realtà di Vin Diesel).

### Fast & Furious 8
A causa della morte del suo interprete, Brian non compare in questo capitolo. Viene però comunque menzionato quando Roman Pierce accenna a come potrebbero chiedergli aiuto, dato che Dom sembra aver tradito la squadra e Brian è l'unico pilota al mondo capace di eguagliarlo, ma Letty chiude subito la questione, ricordando come tutti abbiano stabilito che Brian e Mia non dovranno essere coinvolti mai più.
Inoltre fa pure un cameo in foto.

### Fast & Furious 9 - The Fast Saga
In una scena finale del film, più precisamente un cameo, tutti tornano nella casa dei Toretto in fase di ricostruzione per festeggiare il successo contro i piani di Cypher e Jakob Toretto, fuggito grazie all'aiuto del fratello Dom, oramai riconciliatosi con lui. Stanno per fare il ringraziamento, con l'aiuto del piccolo Brian, ma Dom nota che c'è ancora "una sedia vuota da riempire". "Sta arrivando", risponde Mia mentre li vediamo tutti voltarsi per vedere arrivare una Nissan Skyline GT-R blu, l'iconica auto di Brian, anche se non se ne vede il pilota. 

### Fast X
Il personaggio compare nella sequenza iniziale, realizzata tramite filmati d'archivio, che lo mostrano impegnato in una rapina in un caveau insieme a Dom e che presenta il cattivo del film, Dante, figlio di Hernan Reyes. 

## Caratterizzazione

### Auto
| Film                                           | Auto                                  |
| ---------------------------------------------- | ------------------------------------- |
| Fast and Furious                               | Mitsubishi Eclipse RS                 |
| Fast and Furious                               | Ford F-150 SVT Lightning              |
| Fast and Furious                               | GMC Topkick                           |
| Fast and Furious                               | Toyota Supra                          |
| The Turbo-Charged Prelude for 2 Fast 2 Furious | Mitsubishi 3000GT                     |
| 2 Fast 2 Furious                               | Nissan Skyline GT-R R34               |
| 2 Fast 2 Furious                               | Mitsubishi Lancer Evolution VII       |
| 2 Fast 2 Furious                               | Chevrolet Yenko Camaro del 1969       |
| Fast & Furious - Solo parti originali          | Ford Crown Victoria Police Car        |
| Fast & Furious - Solo parti originali          | Nissan Skyline GT-R R34               |
| Fast & Furious - Solo parti originali          | Hummer H1                             |
| Fast & Furious - Solo parti originali          | Subaru Impreza WRX STI                |
| Fast & Furious - Solo parti originali          | Dodge Charger R/T del 1970            |
| Fast & Furious 5                               | Dodge Charger R/T del 1970            |
| Fast & Furious 5                               | Nissan Skyline GT-R del 1972          |
| Fast & Furious 5                               | Porsche 911 GT3 RS del 2001           |
| Fast & Furious 5                               | Dodge Charger R/T Police Car del 2011 |
| Fast & Furious 5                               | Dodge Charger SRT8 del 2010           |
| Fast & Furious 5                               | Nissan GT-R del 2011                  |
| Fast & Furious 6                               |                                       |
| Nissan GT-R del 2011                           |                                       |
| BMW M5 E60 del 2005                            |                                       |
| Ford Escort Mark I Mexico del 1970             |                                       |
| Alfa Romeo Giulietta QV del 2012               |                                       |